# Steven Sidwell
Steven James Sidwell, detto Steve (Londra, 14 dicembre 1982), è un ex calciatore inglese, di ruolo centrocampista.

## Caratteristiche tecniche
Sidwell viene schierato solitamente in posizione di centrocampista centrale.

## Carriera

### Club
Sidwell è nato a Wandsworth, un quartiere di Londra, ed è entrato a far parte della squadra giovanile dell'Arsenal che si è aggiudicata la vittoria nella Coppa nazionale di categoria nel 2000 e nel 2001. Uno dei suoi compagni di squadra in quegli anni è stato James Harper, con cui ha giocato anche nel Reading. Ha avuto delle esperienze positive in prestito al Brentford e al Brighton & Hove Albion.
Si è trasferito al Reading a gennaio 2003 e ha firmato un contratto di quattro anni e mezzo. La rivista Four Four Two Magazine lo ha votato come miglior calciatore non facente parte della Premier League, nel 2004.
È stato tra i calciatori più importanti del Reading, nel campionato 2005-2006 e, al termine della stagione, è stato nominato Giocatore dell'anno della Championship.
Durante l'estate del 2006, Sidwell ha rifiutato il rinnovo del contratto. Il suo contratto sarebbe scaduto al termine del campionato 2006-2007, ma la società ha deciso di non venderlo per cercare di mantenere una squadra competitiva per la loro prima stagione in Premier League, rischiano di perdere il calciatore a parametro zero.
Sidwell ha firmato ufficialmente per il Chelsea il 1º luglio 2007, in un trasferimento a parametro zero. Ha scelto la maglia numero nove. Nella sua prima intervista dopo la firma con i Blues, Sidwell ha dichiarato di non essere arrivato in squadra "per far numero". Ha anche aggiunto che soltanto l'allenarsi con calciatori del livello di Michael Essien e Frank Lampard lo spingono a migliorarsi.
Ha effettuato il suo debutto per il Chelsea nella sfida amichevole contro il Club América, vinta 2 a 1 dagli inglesi, nel corso della tournée statunitense della squadra nel 2007. Il 12 agosto 2007, ha giocato la prima partita di campionato, nella vittoria per 3 a 2 sul Birmingham City. È entrato a sette minuti dalla fine, al posto di Florent Malouda. Ha segnato il primo gol nella vittoria per 4 a 0 sull'Hull City nel terzo turno della Coppa di Lega inglese, il 26 settembre 2007.
Ha firmato per l'Aston Villa il 10 luglio 2008, in cambio di cinque milioni di sterline. Ha debuttato nell'amichevole contro lo Zurigo, quando ha giocato un tempo nella sconfitta degli inglesi per 2 a 1. Il 19 luglio 2008, ha segnato una autorete nella sfida di Intertoto contro l'Odense. Nella partita di ritorno, ha debuttato al Villa Park.
L'8 gennaio 2011 è passato ufficialmente al Fulham a titolo definitivo.
Il 9 giugno 2014 venne acquistato dallo Stoke City con cui firmò un contratto biennale.

### Nazionale
Sidwell ha vestito in cinque occasioni la maglia dell'Inghilterra under 21, senza segnare.

## Palmarès

### Club

#### Competizioni nazionali
- FA Youth Cup: 2

Arsenal: 1999-2000, 2000-2001